# Дуб бархатистый
Дуб бархатистый (лат. Quercus velutina) — вид рода Дуб (Quercus) семейства Буковые (Fagaceae), относится к красным дубам.

## Распространение и экология
Родина вида — восток Северной Америки: от Онтарио на севере до Флориды на юге и от южного Мэна на западе до северо-восточного Техаса на западе, хотя небольшими группами встречается почти на всей территории Северной Америки. 
Растёт в лесах на сухой почве. Это основное дерево для дюн Индианы и прочих экосистем песчаных дюн южных берегов озера Мичиган, хотя в остальной части ареала оно не так распространено. Высота проживания до 1500 м.
Введён в культуру в Англии в 1800 году, встречается в культуре в Западной Европе. В Российской империи первое введение в культуру — в 1843 году в Никитском саду, где не прижился. Есть в Батумском ботаническом саду и в Весело-Боковеньковском парке на Украине.

## Описание
На севере ареала относительно невысокое листопадное дерево, достигающее высоты 20-25 м и диаметра ствола 90 см. На юге и в центре ареала достигает 42 м в высоту.  Крона цилиндрическая с закруглённым верхом. Кора от тёмно-бурого до почти чёрного цвета, с глубокими бороздами, гребни часто разбиваются на блоки неправильной формы, на молодых стволах гладкая тёмно-бурая. Внутренние слои коры жёлтого или оранжевого цвета. Побеги красно-бурые, толщиной в (1,5)2,5–4,5(5) мм, с бурым войлочным опушением, значительно или полностью сходящим в течение лета.
Верхушечные почки густо-войлочно опушенные, яйцевидные или эллипсо-субконечные, длиной 6-12 мм, выражено 5-угольные в поперечном сечении, рыжевато-коричневые, опушка седого окраса. Листовой черешок 25-70 мм, голый с редким опушением. Листья яйцевидной или обратнояйцевидной формы, длиной (80)100-300 и шириной 80-150 мм. Листовая пластинка с глубокими широкими выемками с каждой стороны и 2-3 лопастями, из которых верхняя значительно крупнее нижних, по краю крупновыемчато-зубчатые или почти выемчато-лопастные, с зубцами, заканчивающимися длинным остистым окончанием и со сравнительно короткой и широкой выемчато-зубчатой, или на конце неглубоко-лопастной, конечной лопастью. Листва при распускании ярко-красная, затем становится серебристого цвета, при полном развитии переходит к зелёному окрасу и осенью приобретает оранжево-красный цвет. Абаксиальная сторона бледно-зелёного цвета, более-менее войлочно опушена по всей поверхности и особенно по жилкам и в углах между ними; адаксиальная — глянцевая, тёмно-зелёная, голая.
Пыльниковые серёжки длиной 10-15 см, пестичные цветки и плоды почти сидячие или на коротком толстом плодоносе, одиночные или по два.
Плюска в форме глубокой чашки или перевёрнутого конуса, 7-14 мм высотой на 12-22 мм в ширину, покрыта овальными светло-коричневыми, несколько отстоящими, чешуями, голыми или мелко опушенными, и охватывает до ½ ореха. Орех коричневый почти шаровидный или яйцеподобный, тонко опушенный, 10-20 мм высотой и 10-18 мм шириной. Жёлуди созревают на второй год — с конца августа до конца октября, в зависимости от географического положения.

## Название
В США более известен, как «чёрный дуб» (англ. black oak), реже — «eastern black oak», для отличения от имеющего такое же «укороченное» обиходное название дуба вида Quercus kelloggii («калифорнийский чёрный дуб», англ. California black oak). Ранее этот вид был известен также как «жёлтый дуб» (англ. yellow oak), благодаря окрасу внутренних слоёв коры, однако сейчас это название закрепилось за видом Quercus muehlenbergii (англ. chinkapin oak).

## Применение
Кора этого вида (кверцитрон) богата дубильными веществами и некогда была важным источником этих химических веществ, которые используются для дубления кожи. Используется для получения жёлтой краски.
Коренные американцы использовали Quercus velutina в лечебных целях при расстройствах желудка, хронической дизентерии, язвах во рту, ознобе и лихорадке, боли в глазах, а также как тонизирующее средство и антисептик.